# Oleg Artemjev
Oleg Germanovitsj Artemjev (Russisch: Олег Германович Артемьев) (Riga (Letse SSR), 28 december 1970) is een Russisch ruimtevaarder. In 2014 verbleef hij 169 dagen aan boord van het Internationaal ruimtestation ISS.
In 2003 werd Artemjev geselecteerd als astronaut. Artemjev’s eerste ruimtevlucht was Sojoez TMA-12M en vond plaats op 25 maart 2014. Deze vlucht bracht de bemanningsleden naar het ISS. Hij maakte deel uit van de bemanning van ISS-Expeditie 39 en 40. Tijdens zijn missie maakte hij twee ruimtewandelingen.
Artemjev maakte ook deel uit van Mars-500. Dit was een experiment waarbij een bemande ruimtereis naar Mars werd nagebootst op Aarde.
Artemjev nam in 2018 deel aan ISS-Expeditie 55 en ISS-Expeditie 56. 
Artemyev werd op 18 maart 2022 voor de derde keer gelanceerd aan boord van Sojoez MS-21. Hij sloot zich aan bij ISS-Expeditie 66 en 67 van het internationale ruimtestation (ISS). Later in Expeditie 67 nam hij op 5 mei 2022 het commando van het internationale ruimtestation over van Thomas Marshburn. Hij bracht 195 dagen in de ruimte door voordat hij op 29 september 2022 terugkeerde naar de aarde.